# De Excidio et Conquestu Britanniae
De Excidio et Conquestu Britanniae ("Sobre a Ruína e Conquista da Bretanha", traduzindo do latim) é um livro do século VI composto pelo clérigo São Gildas. É um sermão em três partes condenando os contemporâneos de Gildas, seja indivíduos seculares ou religiosos, que o clérigo culpa pela situação desastrosa da Bretanha sob domínio romano. É uma das mais importantes fontes da história da Bretanha do século V e VI, sendo a unica fonte confiável escrita por um contemporâneo da época em que os eventos são descritos.
A primeira parte é uma narrativa da história Bretã a partir da conquista romana na época em que Gildas vivia; contêm referências a Ambrósio Aureliano e a vitória Bretã contra os saxões na Batalha do Monte Badon. A segunda parte é a condenação de cinco reis por seus pecados, incluindo figuras obscuras e outras conhecidas como Maelgwn Gwynedd. A terceira parte é um ataque similar, mas dessa vez contra os clérigos da época.